# Calificări profesionale în Regatul Unit
Calificările profesionale din Regatul Unit sunt titluri sau distincții acordate de organisme profesionale. Multe dintre acestea au fost, anterior Brexitului, reglementate prin directivele europene privind recunoașterea calificărilor profesionale, iar în prezent sunt acoperite de versiuni adaptate ale acestor norme, integrate în legislația britanică. Majoritatea acestor calificări — dar nu toate — sunt de tip „chartered” și presupun, de regulă, obținerea unei diplome universitare sau a unei calificări echivalente. Termenul „calificare profesională” este folosit și pentru a desemna titluri avansate asociate unor funcții cu caracter profesional.

## Reglementare și niveluri
În Regatul Unit există patru forme de profesii reglementate, în conformitate cu directivele europene privind calificările profesionale: profesii reglementate de lege sau de autoritatea publică; profesii reglementate de organisme profesionale încorporate prin cartă regală ; profesii reglementate în temeiul Regulamentului 35; și cele șapte profesii sectoriale cu cerințe de formare armonizate în întreaga Uniune Europeană. Directivele europene au forță de lege în Regatul Unit prin regulamente emise de Secretarul de Stat în temeiul Legii Comunităților Europene din 1972 ; cele mai recente regulamente sunt Regulamentul Uniunii Europene (Recunoașterea Calificărilor Profesionale) din 2015.
Fundația Caritabilă Gatsby a sprijinit dezvoltarea unor calificări profesionale dedicate tehnicienilor, precum Tehnicianul Științific Înregistrat (RSciTech) al Science Council, Tehnicianul Inginer (EngTech) și Tehnicianul TIC (ICTTech) sub egida Engineering Council, precum și Tehnicianul IT Înregistrat (RITTech) al British Computer Society. Potrivit unei analize realizate de Fundație, există trei niveluri principale de calificare profesională pe o „scară de înregistrare” în domeniile științei și ingineriei:
- Nivelul de tehnician – presupune calificări precum ucenicii avansate, diplome A-Level, BTEC sau echivalente corespunzătoare nivelurilor 3–4 din fostul Cadru de Calificări și Credite (înlocuit cu Cadrul de Calificări Reglementate);
- Nivelul intermediar – include titluri precum Inginer Încorporat (IEng) și Științific Înregistrat (RSci), obținute prin ucenicii superioare, HND-uri, diplome de bază, diplome de licență sau calificări similare (nivelurile 5–6);
- Nivelul superior (statut autorizat) – cuprinde calificări precum CEng, CSci, CPhys, CChem etc., care necesită de regulă o diplomă de master sau echivalent (nivel 7 sau mai ridicat).

Directivele europene specifică cinci niveluri de calificare profesională în sistemul general, etichetate de la a la e și definite aproximativ prin pregătirea academică necesară, astfel:
1. Attestation of competence
2. Education at secondary level
3. Education for at least one year at post-secondary level
4. Bachelor's degree
5. Master's degree

Pe această scală, calificările ITCTech, EngTech și alte calificări de tehnician sunt echivalente cu nivelul c, IEng este echivalent cu nivelul d, iar CEng, CSci etc. elite este echivalent cu nivelul e. Deși statutele charter în știință și inginerie sunt plasate la nivelul e, în unele domenii statutele charter, deși rămân calificări profesionale terminale în domeniul respectiv, sunt la nivelul d (de exemplu, CMgr).

## Calificări profesionale care necesită o atestare a competenței
Aceste profesii sunt reglementate de guvern și implică activități rezervate, mai degrabă decât un titlu rezervat. Unele dintre acestea sunt chestiuni descentralizate care nu sunt reglementate uniform în Regatul Unit. În majorul cazurilor, autoritatea competentă pentru acestea este un departament sau o agenție guvernamentală.
| Generic title                              | Profession                                                     | Competent authority                                   | Region          |
| ------------------------------------------ | -------------------------------------------------------------- | ----------------------------------------------------- | --------------- |
| Airport fire officer / airport firefighter | Airport fire fighter                                           | Civil Aviation Authority                              | UK              |
| Diver                                      | Diver                                                          | Health and Safety Executive, Offshore Policy Division | UK              |
| Driving instructor                         | Approved driving instructor                                    | Driver and Vehicle Standards Agency                   | GB              |
| Driving instructor                         | Approved driving instructor department of environment for N.I. | Driver and Vehicle Testing Agency (NI)                | NI              |
| Driving instructor                         | Certified instructor (motor cycles) (in Great Britain)         | Driver and Vehicle Standards Agency                   | GB              |
| Registered Gas Engineer                    | Registered Gas Engineer                                        | Capita Gas Registration and Ancillary Services Ltd    | UK              |
| Road/Street Works professions              | Road/Street Works Supervisor                                   | Street Works Qualifications Register                  | England & Wales |
| Road/Street Works professions              | Road/street works operative                                    | Street Works Qualifications Register                  | England & Wales |
| Security guard/Warden                      | Cash & Valuables in Transit Operative                          | Security Industry Authority                           | UK              |
| Security guard/Warden                      | Close Protection Operative                                     | Security Industry Authority                           | UK              |
| Security guard/Warden                      | Door Supervisor                                                | Security Industry Authority                           | UK              |
| Security guard/Warden                      | Public Surveillance Operative                                  | Security Industry Authority                           | UK              |
| Security guard/Warden                      | Security Guard                                                 | Security Industry Authority                           | UK              |
| Security guard/Warden                      | Vehicle Immobiliser (Northern Ireland)                         | Security Industry Authority                           | NI              |
| Social worker                              | Childminder                                                    | Ofsted                                                | England         |

## Calificări profesionale care necesită studii secundare
Aceste calificări profesionale sunt în mare parte, ca și în categoria anterioară, reglementate de guvern cu activități rezervate, deși unele se realizează prin licențierea utilizării unui titlu rezervat.
Profesii cu activități rezervate:
| Titlu generic                                         | Profesie             | Autoritatea competentă                   | Regiune      |
| ----------------------------------------------------- | -------------------- | ---------------------------------------- | ------------ |
| Pompieri de aeroport / ofițer de pompieri de aeroport | Pompieri la aeroport | Autoritatea Aviației Civile              | Regatul Unit |
| Electrician minier                                    | Electrician de mine  | Executivul pentru Sănătate și Securitate | Regatul Unit |
| Mecanic minier                                        | Mecanic de mine      | Executivul pentru Sănătate și Securitate | Regatul Unit |

Profesii cu titluri protejate în cadrul unui sistem de licențiere:
| Titlu generic                                        | Profesie                | Titluri rezervate                                          | Organismul de licențiere       | Regiune      |
| ---------------------------------------------------- | ----------------------- | ---------------------------------------------------------- | ------------------------------ | ------------ |
| Asistentă stomatologică / Asistentă medicală dentară | Asistentă stomatologică | Asistentă medicală dentară, asistentă de chirurgie dentară | Consiliul Stomatologic General | Regatul Unit |

## Calificări profesionale care necesită studii de cel puțin un an la nivel postliceal
Aceste calificări încep acum să includă și pe cele care au titluri protejate fără rezervă de activități, acordate în mod normal de organismele profesionale în temeiul cartei lor regale, mai degrabă decât de către organismele statutare sau de reglementare. Titlurile acordate de organismele profesionale sunt adesea însoțite de litere postnominale.

### Reglementat de lege sau de autoritatea publică
Profesii cu activități rezervate sau funcții protejate:
| Generic title                                             | Profession                                                                                 | Competent authority                                     | Region          |
| --------------------------------------------------------- | ------------------------------------------------------------------------------------------ | ------------------------------------------------------- | --------------- |
| Boatmaster                                                | Licensed boatmaster                                                                        | Department for Transport                                | UK              |
| Chief engineer class I fishing vessel                     | Chief engineer class 1 fishing vessel                                                      | Maritime &amp; Coastguard Agency                        | UK              |
| Chief engineer class I fishing vessel                     | Chief Engineer Class 2 - Fishing Vessels                                                   | Maritime &amp; Coastguard Agency                        | UK              |
| Conveyancer                                               | Executry Practitioner                                                                      | Law Society of Scotland                                 | Scotland        |
| Conveyancer                                               | Qualified Conveyancer                                                                      | Law Society of Scotland                                 | Scotland        |
| Deck officer class I fishing vessel                       | Deck Officer Class 1 - Fishing Vessels                                                     | Maritime &amp; Coastguard Agency                        | UK              |
| Deck officer class II fishing vessel                      | Deck Officer Class 2 Fishing Vessel                                                        | Maritime &amp; Coastguard Agency                        | UK              |
| Deck officer class III fishing vessel                     | Deck Officer Class 3 - Fishing Vessels                                                     | Maritime &amp; Coastguard Agency                        | UK              |
| Insolvency practitioner                                   | Insolvency practitioner                                                                    | Insolvency Service/Insolvency Service (NI)              | UK              |
| Inspector of weights and measures                         | Inspector of Weights & Measures in Northern Ireland                                        | Department of Economic Development                      | NI              |
| Inspector of weights and measures                         | Inspector of weights and measures                                                          | Department for Business, Energy and Industrial Strategy | GB              |
| Lawyer/Barrister/Solicitor                                | Costs Lawyer                                                                               | Costs Lawyer Standards Board                            | England & Wales |
| Mining engineer                                           | Mines electrical engineer                                                                  | Health and Safety Executive                             | UK              |
| Mining engineer                                           | Mines mechanical engineer                                                                  | Health and Safety Executive                             | UK              |
| Mining supervisor/deputy                                  | Mine deputy                                                                                | Health and Safety Executive                             | UK              |
| Patent Agent / Trademark agent                            | Registered Trademark Attorney                                                              | Institute of Trade Mark Attorneys                       | UK              |
| Patent Agent / Trademark agent                            | Registered trademark agent                                                                 | Institute of Trade Mark Attorneys                       | UK              |
| Professions in the field of waste management and disposal | Waste disposal manager (NI)                                                                | Waste Management Industry Training and Advisory Board   | NI              |
| Second level nurse                                        | Nurse Admitted to Sub-Part 2 of the Register maintained by the Nursing & Midwifery Council | Nursing and Midwifery Council                           | UK              |
| Specialised teachers, not elsewhere classified            | Teacher in Further Education (England & Wales)                                             | Wales Assembly Government/Institute for Learning        | England & Wales |
| Veterinary nurse                                          | Registered veterinary nurse                                                                | Royal College of Veterinary Surgeons                    | UK              |

Profesii cu titluri protejate în cadrul unui sistem de licențiere:
| Titlu generic                                | Profesie                   | Titluri rezervate                                                | Organismul de licențiere              | Regiune        |
| -------------------------------------------- | -------------------------- | ---------------------------------------------------------------- | ------------------------------------- | -------------- |
| Igienist dentar                              | Igienist dentar            | Igienist dentar                                                  | Consiliul Stomatologic General        | Regatul Unit   |
| Tehnician dentar                             | Tehnician dentar clinician | Tehnician dentar clinician, tehnician dentar clinician, protezor | Consiliul Stomatologic General        | Regatul Unit   |
| Tehnician dentar                             | Tehnician dentar           | Tehnician dentar, tehnician dentar                               | Consiliul Stomatologic General        | Regatul Unit   |
| Terapeut dentar                              | Terapeut dentar            | Terapeut dentar                                                  | Consiliul Stomatologic General        | Regatul Unit   |
| Tehnician farmaceutic/Asistent farmaceutic   | Tehnician farmacist        | Tehnician farmacist                                              | Consiliul Farmaceutic General         | Marea Britanie |
| Fierar, Potcovar, Forjare, Ștanțare, Presare | Potcovar                   | Potcovar                                                         | Consiliul de Înregistrare a Potacilor | Regatul Unit   |

Profesii cu titluri protejate fără rezervă de activități:
| Titlu generic   | Titlu protejat            | Organismul de reglementare                 | Regiune      |
| --------------- | ------------------------- | ------------------------------------------ | ------------ |
| Transportator   | Agent imobiliar autorizat | Consiliul pentru Transportatori Autorizați | Regatul Unit |
| Terapeut dentar | Terapeut ortodontic       | Consiliul Stomatologic General             | Regatul Unit |

### Reglementat de organisme profesionale în baza cartei regale
Profesii cu titluri protejate fără rezervă de activități:
| Generic title          | Protected title                                              | Postnominal letters | Professional body                        | Region |
| ---------------------- | ------------------------------------------------------------ | ------------------- | ---------------------------------------- | ------ |
| Colourist              | Licentiate of the Society of Dyers and Colourists            | LSDC                | Society of Dyers and Colourists          | UK     |
| Dance teacher          | Licentiate of the Royal Academy of Dance                     | LRAD                | Royal Academy of Dance                   | UK     |
| Dance teacher          | Registered Teacher of the Royal Academy of Dance             | RTRAD               | Royal Academy of Dance                   | UK     |
| Engineering Technician | Engineering technician                                       | EngTech             | Engineering Council                      | UK     |
| Engineering Technician | ICT Technician                                               | ICTTech             | Engineering Council                      | UK     |
| Marketing consultant   | Associate Member of The Chartered Institute of Marketing     | ACIM                | Chartered Institute of Marketing         | UK     |
| Meteorologist          | Registered Meteorologist                                     | RMet                | Royal Meteorological Society             | UK     |
| Surveyor               | Associate Member of Royal Institution of Chartered Surveyors | ARICS               | Royal Institution of Chartered Surveyors | UK     |
| Textile expert         | Licentiate of the Textile Institute                          | LTI                 | Textile Institute                        | UK     |

## Calificări profesionale care necesită studii de nivel licență
Multe dintre acestea sunt titluri protejate fără rezervă de activități, reglementate de organisme profesionale care acționează în baza unei carte regale. Aceasta include un număr mare de statute acreditate, care sunt calificări profesionale terminale în domeniul respectiv.

### Reglementat de lege sau de autoritatea publică
Profesii cu activități rezervate:
| Titlu generic                                | Profesie | Autoritatea competentă | Regiune      |
| -------------------------------------------- | --- | --- | ------------ |
| Actuar                                       | Actuar | Institutul și Facultatea de Actuari | Regatul Unit |
| Director/Director de școală                  | Director al unei instituții de învățământ superior din Anglia                                                  | Departamentul pentru Educație | Anglia       |
| Manager de minerit                           | Manager de mină                                                                                                | Executivul pentru Sănătate și Securitate | Regatul Unit |
| Topograf miner                               | Topograf miner                                                                                                 | Executivul pentru Sănătate și Securitate | Regatul Unit |
| Asistentă medicală                           | Asistente medicale admise în Subpartea 1 a Registrului menținut de Consiliul Asistenților Medicali și Moașelor | Consiliul de Asistență Medicală și Moașe | Regatul Unit |
| Avocat în brevete/avocat în mărci comerciale | Avocat specializat în brevete                                                                                  | Institutul Autorizat al Avocaților de Brevete | Regatul Unit |
| Învățătoare de școală primară                | Profesor în școli de stat (primare)                                                                            | Colegiul Național pentru Predare și Conducere / Consiliul General al Profesorilor pentru Scoția / Consiliul General al Profesorilor pentru Țara Galilor / Consiliul General al Profesorilor pentru Irlanda de Nord | Wales        |
| Profesor de liceu                            | Profesor în școli de stat (liceale)                                                                            | Colegiul Național pentru Predare și Conducere / Consiliul General al Profesorilor pentru Scoția / Consiliul General al Profesorilor pentru Țara Galilor / Consiliul General al Profesorilor pentru Irlanda de Nord | Regatul Unit |

Profesii cu activități rezervate și titluri protejate:
| Titlu generic                     | Titlu protejat              | Autoritatea competentă                                     | Regiune      |
| --------------------------------- | --------------------------- | ---------------------------------------------------------- | ------------ |
| Dispensator de aparate auditive   | Dozator de aparate auditive | Consiliul Profesiilor din Domeniul Sănătății și Îngrijirii | Regatul Unit |
| Optician (Optician cu dispensare) | Optician cu dispensare      | Consiliul General de Optică                                | Regatul Unit |

Profesii cu titluri protejate în cadrul unui sistem de licențiere:
| Titlu generic   | Titlu protejat  | Organismul de licențiere | Regiune                                 |
| --------------- | --------------- | --- | --------------------------------------- |
| asistent social | Asistent social | Consiliul de Îngrijire pentru Țara Galilor/Consiliul Scoțian pentru Servicii Sociale/Consiliul de Asistență Socială din Irlanda de Nord | Țara Galilor, Scoția și Irlanda de Nord |

Profesii cu titluri protejate fără rezervă de activități:
| Generic title                            | Protected title                                 | Regulatory body                                                  | Region                     |
| ---------------------------------------- | ----------------------------------------------- | ---------------------------------------------------------------- | -------------------------- |
| Chiropodist (podiatrist)                 | Chiropodist, Podiatrist                         | Health and Care Professions Council                              | UK                         |
| Dietitian                                | Dietitian                                       | Health and Care Professions Council                              | UK                         |
| Lawyer                                   | Advocate/Barrister/Solicitor                    | Faculty of Advocates/Bar Council/Solicitors Regulation Authority | Scotland/England and Wales |
| Medical/Biomedical laboratory technician | Biomedical Scientist                            | Health and Care Professions Council                              | UK                         |
| Occupational therapist                   | Occupational therapist                          | Health and Care Professions Council                              | UK                         |
| Orthoptist                               | Orthoptist                                      | Health and Care Professions Council                              | UK                         |
| Paramedic                                | Paramedic                                       | Health and Care Professions Council                              | UK                         |
| Physiotherapist                          | Physiotherapist                                 | Health and Care Professions Council                              | UK                         |
| Prosthetist/Orthotist                    | Prosthetist, Orthotist                          | Health and Care Professions Council                              | UK                         |
| Radiographer                             | Radiographer                                    | Health and Care Professions Council                              | UK                         |
| Social worker                            | Social Worker                                   | Social Work England                                              | England                    |
| Speech and language therapist            | Speech and language therapist, Speech therapist | Health and Care Professions Council                              | UK                         |
| Surgical assistant                       | Operating Department Practitioner               | Health and Care Professions Council                              | UK                         |

### Reglementat de organisme profesionale în baza cartei regale
Profesii cu activități rezervate și titluri protejate:
| Titlu generic                     | Titlu protejat                   | Litere postnominale                            | Organism profesional | Regiune      |
| --------------------------------- | -------------------------------- | ---------------------------------------------- | -------------------- | ------------ |
| Responsabil cu sănătatea mediului | Practician în sănătatea mediului | Institutul Chartered pentru Sănătatea Mediului | MCIEH/FCIEH          | Regatul Unit |

Profesii cu titluri protejate fără rezervă de activități:
| Generic title                                 | Protected title                                                                  | Postnominal letters | Professional body                                                                                     | Region          |
| --------------------------------------------- | -------------------------------------------------------------------------------- | ------------------- | --- | --------------- |
| Accountant/Tax advisor                        | Chartered Tax Advisor                                                            | CTA                 | Chartered Institute of Taxation                                                                       | UK              |
| Accountant/Tax advisor                        | Chartered Management Accountant                                                  | ACMA/FCMA           | Chartered Institute of Management Accountants                                                         | UK              |
| Auditor/Accountant                            | Chartered Certified Accountant                                                   | ACCA/FCCA           | Association of Chartered Certified Accountants                                                        | UK              |
| Auditor/Accountant                            | Chartered Accountant                                                             | ACA                 | Institute of Chartered Accountants in England and Wales/Institute of Chartered Accountants in Ireland | UK              |
| Auditor/Accountant                            | Chartered Accountant                                                             | CA                  | Institute of Chartered Accountants of Scotland                                                        | UK              |
| Banker                                        | Member of the Chartered Institute of Bankers in Scotland (Chartered Banker)      | MCIBS               | Chartered Institute of Bankers in Scotland                                                            | GB              |
| Banker                                        | Member of the Institute of Financial Services                                    | Aifs                | Institute of Financial Services                                                                       | UK              |
| Biologist                                     | Chartered Biologist                                                              | CBiol               | Society of Biology                                                                                    | UK              |
| Building engineer                             | Associate of the Chartered Institute of Building                                 | ACIB                | Chartered Institute of Building                                                                       | UK              |
| Building engineer                             | Chartered Builder                                                                | MCIOB               | Chartered Institute of Building                                                                       | UK              |
| Building Surveyor                             | Chartered Building Surveyor                                                      | MRICS/FRICS         | Royal Institution of Chartered Surveyors                                                              | UK              |
| Chartered Secretary                           | Chartered Secretary                                                              | ACIS                | Institute of Chartered Secretaries and Administrators                                                 | UK              |
| Colourist                                     | Associateship of Society of Dyers and Colourists                                 | ASDC                | Society of Dyers and Colourists                                                                       | UK              |
| Colourist                                     | Chartered Colourist                                                              | CCol                | Society of Dyers and Colourists                                                                       | UK              |
| Electrical and computer (technology) engineer | Member of the Institution of Engineering and Technology                          | MIET                | Institution of Engineering and Technology                                                             | UK              |
| Engineer                                      | Incorporated Engineer                                                            | IEng                | Engineering Council                                                                                   | UK              |
| Environmental engineer                        | Chartered Wastes Manager                                                         | MCIWM               | Chartered Institution of Wastes Management                                                            | UK              |
| Environmental health officer                  | Environmental Health Officer                                                     | MCIEH/FCIEH         | Chartered Institute of Environmental Health                                                           | England & Wales |
| Forester                                      | Chartered Forester                                                               | MICFor/FICFor       | Institute of Chartered Foresters                                                                      | UK              |
| Geographer                                    | Chartered Geographer                                                             | CGeog               | Royal Geographical Society                                                                            | UK              |
| Health and Safety Officer                     | Chartered Safety and Health Practitioner                                         | CMIOSH/CFIOSH       | Institution of Occupational Safety and Health                                                         | UK              |
| Housing expert                                | CIH Chartered Member                                                             | CIHCM               | Chartered Institute of Housing                                                                        | UK              |
| Information systems professional              | Chartered IT Professional                                                        | CITP                | British Computer Society                                                                              | UK              |
| Insurance and reinsurance intermediaries      | Chartered Insurance Broker                                                       | ACII                | Chartered Insurance Institute                                                                         | UK              |
| Insurance and reinsurance intermediaries      | Chartered Insurance Practitioner                                                 | ACII                | Chartered Insurance Institute                                                                         | UK              |
| Insurance underwriter                         | Chartered Financial Planner                                                      | AFPS                | Chartered Insurance Institute                                                                         | UK              |
| Insurance underwriter                         | Chartered Insurer (insurance underwriting)                                       | ACII                | Chartered Insurance Institute                                                                         | UK              |
| Land Surveyor                                 | Chartered Land Surveyor                                                          | MRICS/FRICS         | Royal Institution of Chartered Surveyors                                                              | UK              |
| Legal Executive                               | Chartered Legal Executive                                                        | FCILEx              | Chartered Institute of Legal Executives                                                               | UK              |
| Librarian                                     | Chartered Institute of Library & Information Professionals                       | CILIP               | Chartered Institute of Library and Information Professionals                                          | UK              |
| Loss adjuster                                 | Chartered Loss Adjuster                                                          | ACLA                | Chartered Institute of Loss Adjusters                                                                 | UK              |
| Manager (not elsewhere classified)            | Chartered Manager                                                                | CMgr                | Chartered Management Institute                                                                        | UK              |
| Marketing consultant                          | Chartered Marketer                                                               | CMktr               | Chartered Institute of Marketing                                                                      | UK              |
| Marketing consultant                          | Member of The Chartered Institute of Marketing                                   | MCIM                | Chartered Institute of Marketing                                                                      | UK              |
| Mathematical applications expert              | Chartered Mathematician                                                          | CMath               | Institute of Mathematics and its Applications                                                         | UK              |
| Mathematical applications expert              | Chartered Statistician                                                           | CStat               | Royal Statistical Society                                                                             | UK              |
| Measurement and control technologist          | Chartered Measurement and Control Technologist                                   | MInstMC             | Institute of Measurement and Control                                                                  | UK              |
| Mechanical engineer                           | Chartered Mechanical Engineer -Member of the Institution of Mechanical Engineers | C.Eng, MIMechE      | Institution of Mechanical Engineers                                                                   | UK              |
| Meteorologist                                 | Chartered Meteorologist                                                          | CMet                | Royal Meteorological Society                                                                          | UK              |
| Minerals surveyor                             | Chartered Minerals Surveyor                                                      | MRICS/FRICS         | Royal Institution of Chartered Surveyors                                                              | UK              |
| Mining and metallurgy expert                  | Member of the Institute of Materials Minerals and Mining                         | MIMMM               | Institute of Materials, Minerals and Mining                                                           | UK              |
| Public finance accountant                     | Chartered Public finance accountant                                              | CPFA                | Chartered Institute of Public Finance and Accountancy                                                 | UK              |
| Quantity surveyor                             | Chartered Quantity Surveyor                                                      | MRICS/FRICS         | Royal Institution of Chartered Surveyors                                                              | UK              |
| Shipbroker/Shipping Agent                     | Chartered Shipbroker                                                             | FICS                | Institute of Chartered Shipbrokers                                                                    | UK              |
| Surveyor                                      | Chartered Surveyor                                                               | MRICS/FRICS         | Royal Institution of Chartered Surveyors                                                              | UK              |
| Textile expert                                | Chartered Textile Technologist                                                   | CText               | Textile Institute                                                                                     | UK              |
| Town planner/Town and Country Planner         | Chartered Town Planner                                                           | MRTPI               | Royal Town Planning Institute                                                                         | UK              |
| Valuation surveyor                            | Chartered Valuation Surveyor                                                     | MRICS/FRICS         | Royal Institution of Chartered Surveyors                                                              | UK              |
| Water service manager                         | Chartered Water and Environment Manager                                          | MCIWEM              | Chartered Institution of Water and Environmental Management                                           | UK              |

## Calificări profesionale care necesită studii de nivel master

### Reglementat de lege sau de autoritatea publică
Profesii cu activități rezervate și titluri protejate:
| Titlu generic                       | Titlu protejat                      | Autoritatea competentă                                   | Regiune                |
| ----------------------------------- | ----------------------------------- | -------------------------------------------------------- | ---------------------- |
| Avocat/Plecator pledant/Solicitor   | Avocat                              | Consiliul General al Baroului                            | Anglia și Țara Galilor |
| Avocat/Plecator pledant/Solicitor   | Avocat                              | Onorabila Societate a Hanului Curții din Irlanda de Nord | Irlanda de Nord        |
| Avocat/Plecator pledant/Solicitor   | Avocat                              | Societatea de Drept din Anglia și Țara Galilor           | Anglia și Țara Galilor |
| Avocat/Plecator pledant/Solicitor   | Avocat                              | Societatea de Drept din Scoția                           | Scoția                 |
| Avocat/Plecator pledant/Solicitor   | Avocat                              | Societatea de Drept a Irlandei de Nord                   | Irlanda de Nord        |
| Farmacist                           | Farmacist                           | Consiliul Farmaceutic General                            | Marea Britanie         |
| Farmacist                           | Farmacist                           | Societatea Farmaceutică din Irlanda de Nord              | Irlanda de Nord        |
| Optometrist (optician oftalmologic) | Optometrist (optician oftalmologic) | Consiliul General de Optică                              | Anglia și Țara Galilor |

Profesii cu titluri protejate fără rezervă de activități:
| Titlu generic                             | Titlu protejat                                                             | Organismul de reglementare                                 | Regiune      |
| ----------------------------------------- | -------------------------------------------------------------------------- | ---------------------------------------------------------- | ------------ |
| Terapeut de artă în serviciul de sănătate | Psihoterapeut prin artă, Terapeut prin artă, Dramaterapeut, Muzicoterapeut | Consiliul Profesiilor din Domeniul Sănătății și Îngrijirii | Regatul Unit |
| Chiropractor                              | Chiropractor                                                               | Consiliul General de Chiropractică                         | Regatul Unit |
| Fizician medical                          | Cercetător clinician                                                       | Consiliul Profesiilor din Domeniul Sănătății și Îngrijirii | Regatul Unit |
| Osteopat                                  | Osteopat                                                                   | Consiliul General de Osteopatie                            | Regatul Unit |
| Psiholog                                  | Psiholog practicant                                                        | Consiliul Profesiilor din Domeniul Sănătății și Îngrijirii | Regatul Unit |

### Reglementat de organisme profesionale în baza cartei regale
Profesii cu activități rezervate:
| Titlu generic | Profesie         | Organism profesional        | Regiune      |
| ------------- | ---------------- | --------------------------- | ------------ |
| Chimist       | Chimist analitic | Societatea Regală de Chimie | Regatul Unit |

Profesii cu titluri protejate fără rezervă de activități:
| Generic title                                                          | Protected title                                     | Postnominal letters | Professional body                                       | Region  |
| ---------------------------------------------------------------------- | --------------------------------------------------- | ------------------- | ------------------------------------------------------- | ------- |
| Aeronautical engineer                                                  | Member of Royal Aeronautical Society                | MRAeS               | Royal Aeronautical Society                              | UK      |
| Architectural Technologist                                             | Chartered Architectural Technologist                | MCIAT               | Chartered Institute of Architectural Technologists      | UK      |
| Building Engineer                                                      | Chartered Building Services Engineer                | MCIBSE              | Chartered Institution of Building Services Engineers    | UK      |
| Chemical Engineer                                                      | Chartered Chemical Engineer                         | MIChemE             | Institution of Chemical Engineers                       | UK      |
| Chemist                                                                | Chartered Chemist                                   | CChem               | Royal Society of Chemistry                              | UK      |
| Civil Engineer                                                         | Chartered Civil Engineer, Member of ICE             | MICE                | Institution of Civil Engineers                          | UK      |
| Civil Engineer                                                         | Chartered Structural Engineer                       | MIStructE           | Institution of Structural Engineers                     | UK      |
| Chartered Scientist                                                    | Chartered Scientist                                 | CSci                | Science Council                                         | UK      |
| Energy Engineer                                                        | Chartered Energy Engineer                           | MEI/FEI             | Energy Institute                                        | UK      |
| Engineer                                                               | Chartered Engineer                                  | CEng                | Engineering Council                                     | UK      |
| Environmental health officer                                           | Chartered Environmental Health Officer              | Ch EHO              | Royal Environmental Health Institute of Scotland        | UK      |
| Environmental health officer                                           | Environmental Health Officer                        | EHO                 | Royal Environmental Health Institute of Scotland        | UK      |
| Gas Engineer                                                           | Chartered Gas Engineer                              | MIGEM               | Institution of Gas Engineers and Managers               | UK      |
| Geologist                                                              | Chartered Geologist                                 | CGeol               | Geological Society                                      | UK      |
| Landscape architect/designer                                           | Member of the Landscape Institute                   | CMLI                | Landscape Institute                                     | UK      |
| Marine engineer                                                        | Chartered Marine Engineer                           | CMarEng             | Institute of Marine Engineering, Science and Technology | UK      |
| Naval architect                                                        | Member of the Royal Institution of Naval Architects | MRINA               | Royal Institution of Naval Architects                   | England |
| Petroleum industry - production and processing of fuels and lubricants | Chartered Petroleum Engineer                        | MEI/FEI             | Energy Institute                                        | UK      |
| Physicist                                                              | Chartered Physicist                                 | CPhys               | Institute of Physics                                    | UK      |

## Calificări profesionale pentru care nivelul de educație nu este aplicabil

### Reglementat de lege sau de autoritatea publică
Profesii cu activități rezervate:
| Titlu generic | Profesie     | Autoritatea competentă  | Regiune                |
| ------------- | ------------ | ----------------------- | ---------------------- |
| Notar public  | Notar public | Maestru al Facultăților | Anglia și Țara Galilor |

### Reglementat de organisme profesionale în baza cartei regale
Profesii cu activități rezervate:
| Titlu generic | Profesie                                     | Litere postnominale | Organism profesional               | Regiune      |
| ------------- | -------------------------------------------- | ------------------- | ---------------------------------- | ------------ |
| Arbitru       | Asociat al Institutului Autorizat de Arbitri | ACIArb              | Institutul Autorizat al Arbitrilor | Regatul Unit |

Profesii cu titluri protejate fără rezervă de activități:
| Titlu generic | Titlu protejat                               | Litere postnominale | Organism profesional sau de reglementare | Regiune      |
| ------------- | -------------------------------------------- | ------------------- | ---------------------------------------- | ------------ |
| Arbitru       | Membru al Institutului Arbitrilor Autorizați | MCIArb              | Institutul Autorizat al Arbitrilor       | Regatul Unit |
| Arbitru       | Arbitru autorizat                            | FCIArb              | Institutul Autorizat al Arbitrilor       | Regatul Unit |

## Calificări profesionale în profesiile sectoriale
„Profesiile sectoriale” sunt cele reglementate în fiecare țară a UE și în care cerințele de formare și educație au fost armonizate. Prin urmare, nu există un nivel de formare explicit asociat calificărilor în regulamente, deoarece cerințele educaționale nu variază între țări și nu trebuie comparate. Toate acestea sunt reglementate de lege sau de autoritatea publică, nu de organismele profesionale.
| Profesie                    | Autoritatea competentă                      | Regiune         |
| --------------------------- | ------------------------------------------- | --------------- |
| Arhitect                    | Consiliul de înregistrare a arhitecților    | Regatul Unit    |
| Medic stomatolog            | Consiliul Stomatologic General              | Regatul Unit    |
| Doctor cu pregătire de bază | Consiliul Medical General                   | Regatul Unit    |
| Medic: Medic specialist     | Consiliul Medical General                   | Regatul Unit    |
| Doctor: Medic generalist    | Consiliul Medical General                   | Regatul Unit    |
| Asistentă medicală și moașă | Consiliul de Asistență Medicală și Moașe    | Regatul Unit    |
| Farmacist                   | Consiliul Farmaceutic General               | Marea Britanie  |
| Farmacist                   | Societatea Farmaceutică din Irlanda de Nord | Irlanda de Nord |
| Chirurg veterinar           | Colegiul Regal al Chirurgilor Veterinari    | Regatul Unit    |

## Calificări profesionale care nu sunt incluse în directivele europene
Nu toate titlurile acreditate sunt incluse în directivele europene privind calificările profesionale, dar toate titlurile acreditate din Regatul Unit și unele titluri de nivel inferior sunt emise de un organism profesional sub autoritatea unei carte regale și sunt, prin urmare, calificări profesionale recunoscute (acestea nu trebuie confundate cu nivelurile de membru în cadrul unei organizații). Aceste calificări sunt uneori asociate cu profesii incluse în directive, așa cum sunt reglementate prin lege sau de autoritatea publică (de exemplu, arhitectură sau psihologie).
Titluri neautorizate:
| Profesional                      | Litere postnominale   | Organism profesional                 |
| -------------------------------- | --------------------- | ------------------------------------ |
| Tehnician de mediu autorizat     | REnvTech              | Societatea pentru Mediu              |
| Tehnician IT autorizat           | RITTech               | Societatea Britanică de Calculatoare |
| Tehnician științific înregistrat | Știință și tehnologie | Consiliul Științific                 |
| Om de știință înregistrat        | Știința Resursei      | Consiliul Științific                 |
| Tehnolog Marin Autorizat         | RMarTech              | IMarEST                              |

Titluri acreditate:
| Professional                                                                     | Postnominal letters             | Professional body                                       |
| -------------------------------------------------------------------------------- | ------------------------------- | ------------------------------------------------------- |
| Chartered Arboriculturalist                                                      | MICFor                          | Institute of Chartered Foresters                        |
| Chartered Architect                                                              | RIBA                            | Royal Institute of British Architects                   |
| Chartered Designer                                                               | MCSD & FCSD                     | Chartered Society of Designers                          |
| Chartered Director                                                               | CDir                            | Institute of Directors                                  |
| Chartered Environmentalist                                                       | CEnv                            | Society for the Environment                             |
| Chartered Ergonomist and Human Factors Specialist                                | CErgHF                          | Chartered Institute of Ergonomics and Human Factors     |
| Chartered Horticulturist                                                         | CHort                           | Chartered Institute of Horticulture                     |
| Chartered Internal Auditor                                                       | CMIIA/CFIIA                     | Chartered Institute of Internal Auditors                |
| Chartered Linguist                                                               | CL                              | Chartered Institute of Linguists                        |
| Chartered Mathematics Teacher                                                    | CMathTeach                      | Institute of Mathematics and its Applications           |
| Chartered Member/Fellow of the Chartered Institute of Professional Development   | Chartered MCIPD/Chartered FCIPD | Chartered Institute of Professional Development         |
| Chartered Member/Fellow of the Chartered Institute for Securities and Investment | Chartered MCISI/Chartered FCISI | Chartered Institute for Securities and Investment       |
| Chartered Member/Fellow of the Institute of Logistics and Transport              | CMILT/FCILT                     | Chartered Institute of Logistics and Transport          |
| Chartered Patent Attorney/Agent                                                  | CPA                             | Chartered Institute of Patent Attorneys                 |
| Chartered Physiotherapist                                                        | MCSP                            | Chartered Society of Physiotherapy                      |
| Chartered Procurement and Supply Professional                                    | MCIPS/FCIPS                     | Chartered Institute of Procurement &amp; Supply         |
| Chartered Psychologist                                                           | CPsychol                        | British Psychological Society                           |
| Chartered Public Relations Practitioner                                          | Chart.PR                        | Chartered Institute of Public Relations                 |
| Chartered Quality Professionals                                                  | CQP                             | Chartered Quality Institute                             |
| Chartered Radiation Protection Professional                                      | CRadP                           | Society for Radiological Protection                     |
| Chartered Science Teacher                                                        | CSciTeach                       | Science Council                                         |
| Chartered Security Professional                                                  | CSyP                            | Chartered Security Professionals Registration Authority |
| Chartered Teacher of English                                                     | CTE                             | English Association                                     |
| Chartered Wealth Manager                                                         | Chartered MCISI/Chartered FCISI | Chartered Institute for Securities and Investment       |